# NGC 1964
NGC 1964 este o intermediate spiral galaxy⁠(d) situată în constelația Iepurele. A fost descoperită în 20 noiembrie 1784 de către William Herschel. Se află la o distanță de 23,12 de megaparseci de Pământ.